# 紐約市教育局

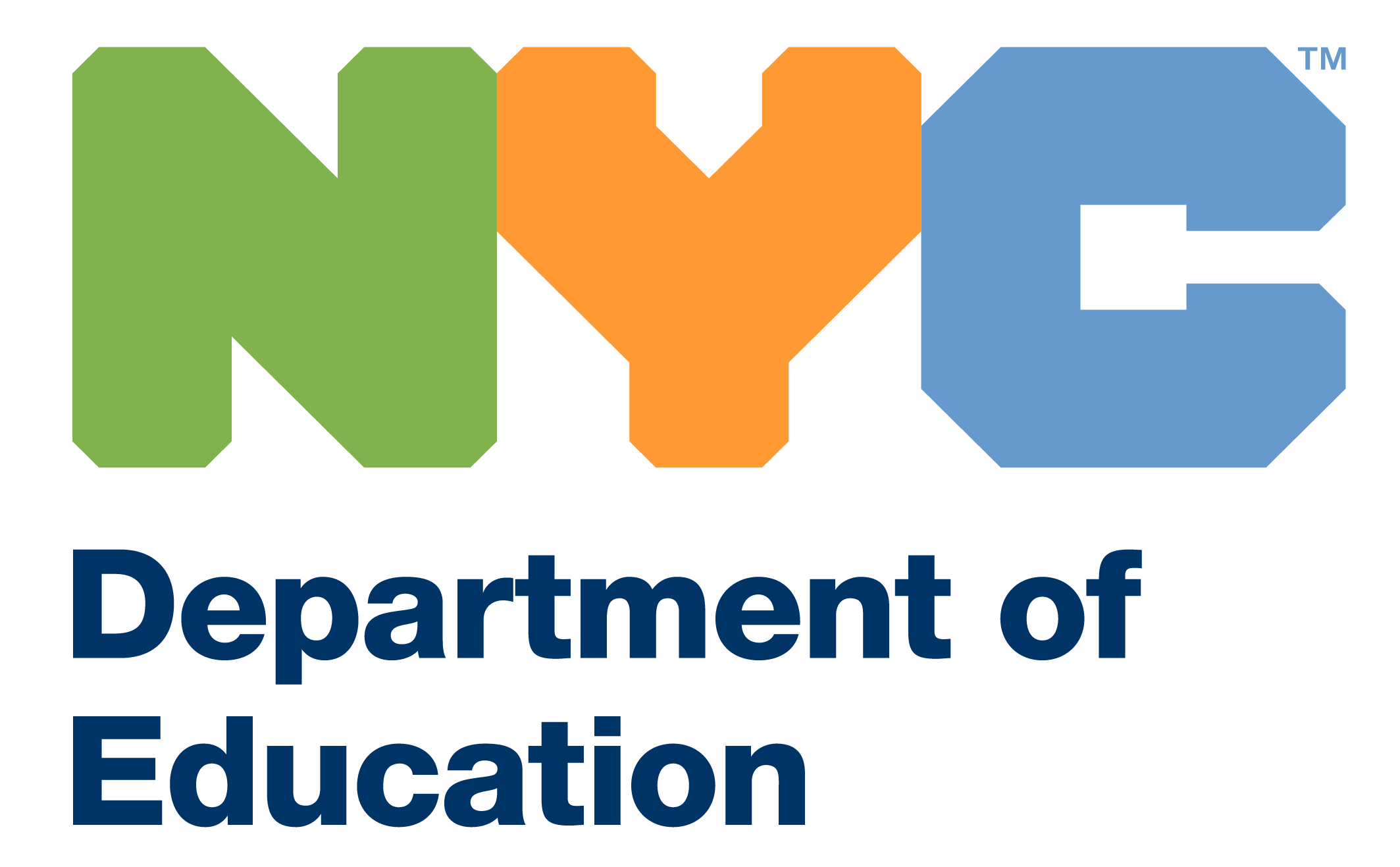
紐約市教育局

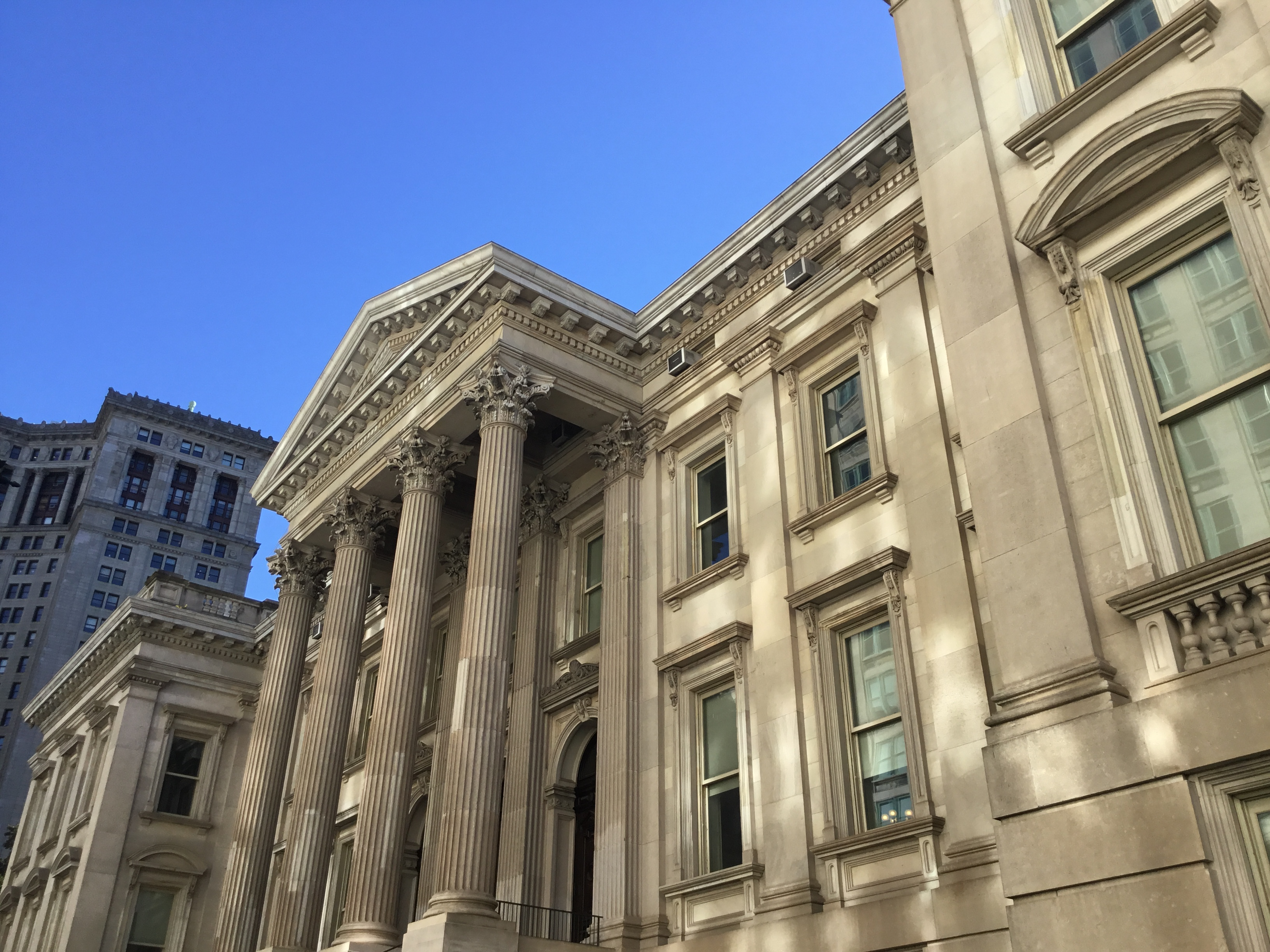
Tweed Courthouse：紐約市教育局的总部

紐約市教育局（英語：New York City Department of Education，相同中文名）是纽约的教育局，总部在学区Tweed Courthouse。紐約市教育局是美国最大的教育局。管辖约1700所学校和约1100000名学生。